# گوربیتس
گوربیتس (به آلمانی: Gorbitz) یک منطقهٔ مسکونی در آلمان است که در درسدن واقع شده‌است. گوربیتس ۱۹٬۹۱۹ نفر جمعیت دارد.